# Khent-abt

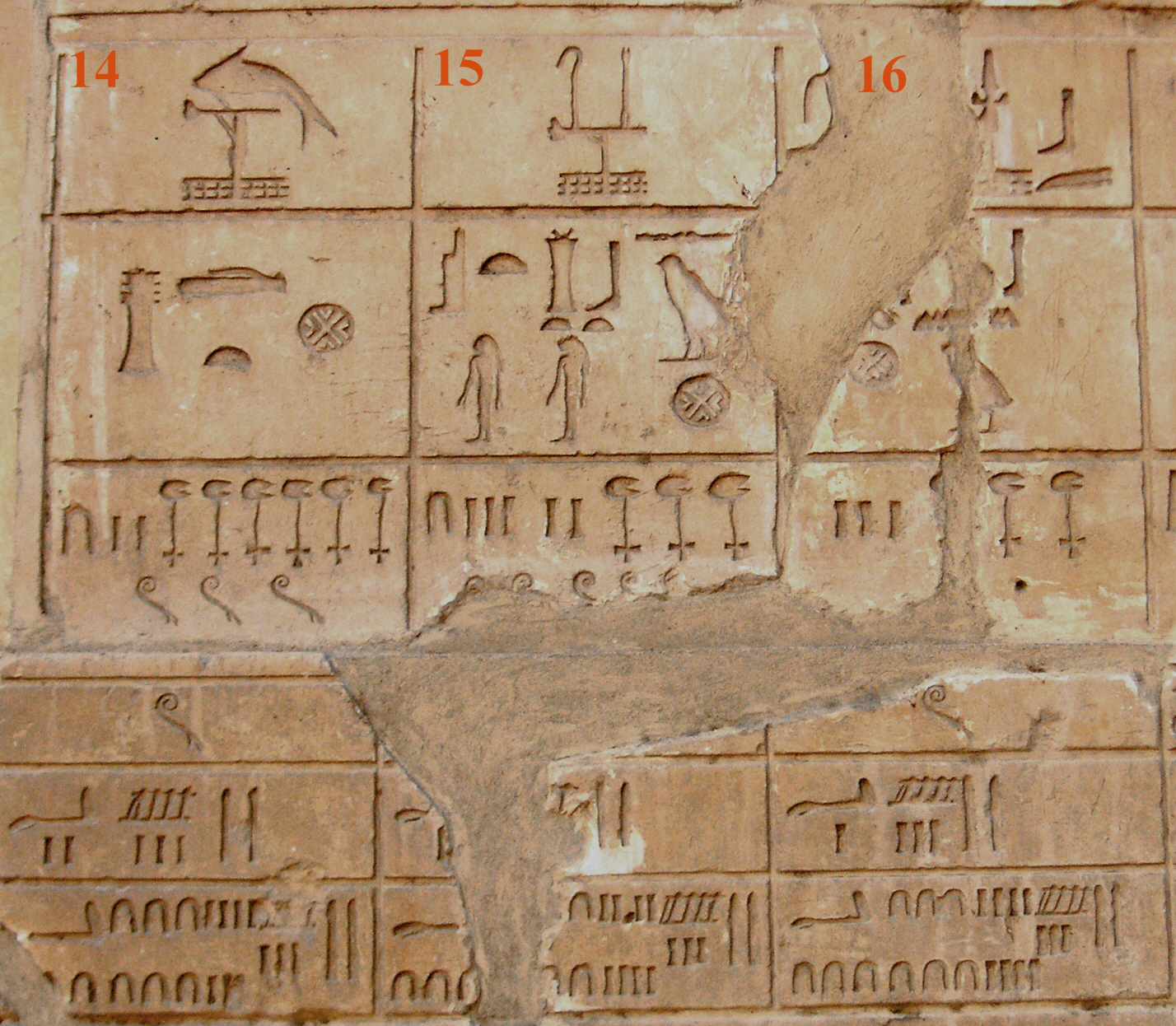
Khent-abt, län 14, på "Vita kapellets" vägg i Karnak.

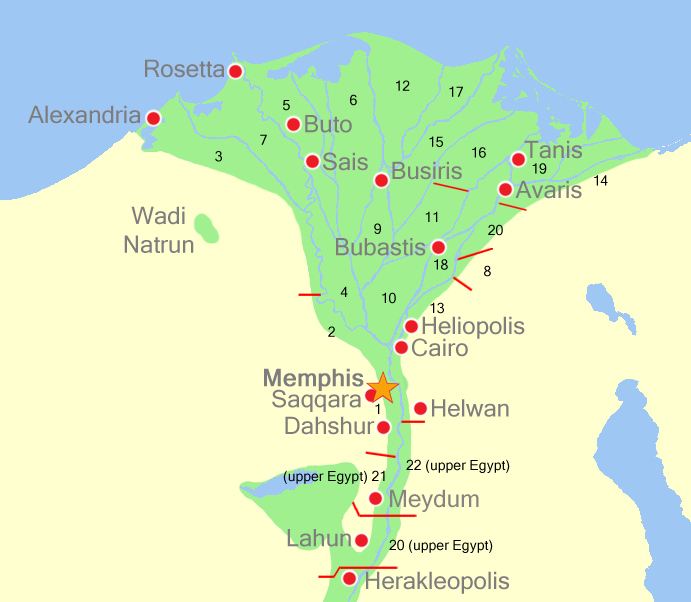
Lägeskarta över nomoi i Nedre Egypten.

Khent-abt ("Östligast", även Khenty-ab) var ett av de 42 länen i det Forntida Egypten.
| W17 | R15 · R12 · N24 |

Khent-abt med hieroglyfer

## Geografi
Khent-abt var ett av de 20 länen i Nedre Egypten och hade nummer 14.
Länets storlek går ej att utläsa, vanligen var länen cirka 30–40 km långa och ytan beroende på Nildalens bredd eller öknens början. Ytan räknades i cha-ta (1 cha-ta motsvarar 2,75 ha) och längden räknades i iteru (1 iteru motsvarar 10,5 km).
Niwt (huvudorten) var Senu/Pelusium (dagens Tell el-Farama) och övriga större orter var Tjaru/Sile (dagens Tell Abu Sefeh).

## Historia
Varje län styrdes av en nomark som officiellt lydde direkt under faraon.
Varje Niwt hade ett Het net (tempel) tillägnad områdets skyddsgud och ett Heqa het (nomarkens residens).
Länets skyddsgud var Seth och bland övriga gudar dyrkades främst Buto och Horus.
Idag ingår området i guvernementet Port Said.